# Kriwa Reka (dopływ Pczińi)
Kriwa Reka (maced. Крива Река, tur. Egri dere) – rzeka w północno-wschodniej Macedonii Północnej, lewy dopływ Pczińi w zlewisku Morza Egejskiego. Długość – 75 km, powierzchnia zlewni – 1002 km².
Kriwa Reka wypływa na wysokości 1932 m n.p.m. na północnych stokach szczytu Carew Wrw w górach Osogowska Płanina, niedaleko granicy macedońsko-bułgarskiej. Płynie na północ, następnie skręca na zachód. Dolina Kriwej Reki, złożona z szeregu przełomów i rozszerzeń erozyjnych, oddziela pasma górskie German i Kozjak na północy od Osogowskiej Płaniny na południu. Kriwa Reka uchodzi do Pčinji koło wsi Kleczewce, na wysokości 294 m n.p.m.
Z powodu wycięcia większości lasów w zlewni Kriwej Reki jej bieg jest gwałtowny, częste są wylewy i zmiany koryta.